# Amilton Prado
Amilton Prado Barrón (Callao, 6 de mayo de 1979) es un exfutbolista  y entrenador peruano. 
Jugaba de lateral derecho, debutó en 1998 en Sporting Cristal en partido jugado en la difícil altura Cerro de Pasco ante Unión Minas. Actualmente dirige a Bella Esperanza que participa en la Copa Perú. Tiene 46 años.

## Trayectoria
En 2015 descendió con León de Huánuco.

## Clubes
| Club                 | País | Año         |
| -------------------- | ---- | ----------- |
| Guardia Republicana  | Perú | 1996        |
| Sport Agustino       | Perú | 1997        |
| Sporting Cristal     | Perú | 1998 - 1999 |
| Deportivo Cristo Rey | Perú | 2000        |
| Coronel Bolognesi    | Perú | 2000        |
| Sport Coopsol        | Perú | 2001        |
| Alianza Lima         | Perú | 2002        |
| Sport Boys           | Perú | 2003        |
| Alianza Lima         | Perú | 2003        |
| Sporting Cristal     | Perú | 2004 - 2009 |
| Alianza Lima         | Perú | 2010 - 2011 |
| Inti Gas             | Perú | 2013 - 2014 |
| León de Huánuco      | Perú | 2015        |

## Clubes como entrenador
| Club                   | País | Año           |
| ---------------------- | ---- | ------------- |
| Rhema Ccf              | Perú | 2017          |
| Juventud Barranco      | Perú | 2018          |
| Atlético Independiente | Perú | 2019          |
| Bella Esperanza        | Perú | 2020-presente |

## Palmarés

### Campeonatos nacionales
| Título                    | Club              | País | Año  |
| ------------------------- | ----------------- | ---- | ---- |
| Torneo Clausura           | Sporting Cristal  | Perú | 1998 |
| Torneo Clausura           | Club Alianza Lima | Perú | 2003 |
| Primera División del Perú | Club Alianza Lima | Perú | 2003 |
| Torneo Clausura           | Sporting Cristal  | Perú | 2004 |
| Torneo Clausura           | Sporting Cristal  | Perú | 2005 |
| Primera División del Perú | Sporting Cristal  | Perú | 2005 |